# Aïn Ferah
Ain Ferah là một đô thị thuộc tỉnh Mascara, Algérie. Dân số thời điểm năm 2002 là 5.394 người.